# О'Хіггінс (футбольний клуб)
Футбольний клуб «О'Хіггінс» (ісп. O'Higgins Fútbol Club) — професійний чилійський футбольний клуб із міста Ранкагуа, який грає в Прімера Дивізіоні Чилі. Клуб був заснований у 1955 році шляхом злиття клубів «О'Хіггінс Браден» і «Америка Ранкагуа». Клуб названий на честь Бернардо О'Гіґґінса, національного героя Чилі. «О'Хіггінс» грає домашні матчі на стадіоні «Естадіо ель Теньєнте» місткістю 14 тисяч глядачів. У 2013 році клуб уперше став чемпіоном Чилі, а наступного року став володарем суперкубка Чилі.

## Титули і досягнення
- Чемпіон Чилі (1): Апертура 2013
- Володар суперкубка Чилі (1): 2014